# Estat de Lagos
L'Estat de Lagos és un dels estats federats que forman la república federal de Nigèria, situada al sud-oest del país. És el més petit dels estats de Nigèria, el segon més poblat després de l'estat de Kano, i possiblement econòmicament l'estat més important del país, que conté Lagos, l'àrea urbana més gran de la nació. Al cens del 2006 consta amb una població de 17.552.942 habitants (Lagos island i Lagos Mainland tenen 859.849 i 629.469 habitants respectivament) i la resta a altres llocs de l'estat. La capital és Ikeja. Limita al nord i est amb l'estat d'Ogun; a l'oest amb la república de Benín i al sud amb l'oceà Atlàntic. La superfície és de 3,577 km² dels quals un 22% són llacunes i estuaris.

## Història
Abans que el nom portuguès de Lagos fos adoptat, la zona es deia Eko, que es referia principalment a l'illa. Els primers a assentar-se en Eko ser els aworis. Els caçadors i pescadors aworis originalment havien vingut d'Ile-Ife fins a la costa. El nom Eko ve del ioruba "Oko" (granja de la mandioca) o "Eko "(camp de guerra). Fa més de 650 anys l'Oba del regne de Bini (Benín) va enviar el seu exèrcit a Eko on van ser rebuts en forma càlida pels pescadors aworis. Al príncep de Bini, adolescent, que va dirigir l'expedició militar, se li va demanar de convertir-se en el seu líder.
L'estat de Lagos va ser creat el 27 de maig de 1967 per decisió del govern de Nigèria en el decret N º 14 de 1967, que va reestructurar la Federació de Nigèria en 12 estats. Abans d'això, la municipalitat de Lagos havia estat administrada pel Govern Federal a través del Ministeri Federal d'Assumptes de Lagos com autoritat regional, mentre que l'Ajuntament de Lagos (LCC) va governar la ciutat de Lagos. Igualment, les àrees metropolitanes (província de Colony) d'Ikeja, Agege, Mushin, Ikorodu, Epe i Badagry van ser administrades per la Regió Occidental. L'Estat va iniciar el funcionament com una entitat administrativa l'11 d'abril de 1968 amb l'illa de Lagos en la doble funció de ser part de l'Estat i la seva capital i també la Capital Federal. No obstant això, amb la creació del Territori de la Capital Federal d'Abuja el 1976, l'illa de Lagos va deixar de ser la capital de l'Estat, que es va traslladar a Ikeja . Igualment, amb el trasllat formal de la seu del Govern Federal a Abuja el 12 de desembre de 1991, l'illa de Lagos va deixar de ser la capital política de Nigèria. No obstant això, Lagos segueix sent el centre econòmic i comercial del país.
Del 1967 al 1976 l'estat va ser administrat per un governador i una Assemblea de l'Estat en els períodes de govern civil a Nigèria o per Administradors o Administradors Militars en els períodes de govern militar. L'anglès era l'únic idioma oficial però des de desembre de 2007 s'hi va afegir el ioruba.

## Població: Ciutats i ètnies
Les principals ciutats de l'estat són Lagos, Ikeja, Ikorodu, Eko Atlantic, Badagry, Epe i Ojo.
Tot i que l'estat és principalment terra de llengua ioruba al llarg del temps ha atret a tota mena d'estrangers i membres d'altres ètnies. Els habitants natius són els aworis (grup ioruba, principalment a Ikeja, i en menor mesura a Badagry) i els eguns (principalment a Badagry); la resta de pobles natius són anomenats col·lectivament com ekos; a les divisions de'Ikorodu i Epe viuen principalment ijebus; i a la costa viuen grups d'aworis i ekos.

## Administració
Lagos es divideix en cinc divisions i 20 Àrees de Govern Local (LGA):
| LGA (nom)          | Àrea (km²) | Població al Cens del 2006 | Capital          | Codi Postal |
| ------------------ | ---------- | ------------------------- | ---------------- | ----------- |
| Agege              | 11         | 459.939                   | Agege            | 100         |
| Alimosho           | 185        | 1.277.714                 | Ikotun           | 100         |
| Ifako-Ijaye        | 27         | 427.878                   | Ifako            | 100         |
| Ikeja              | 46         | 313.196                   | Ikeja            | 100         |
| Kosofe             | 81         | 665.393                   | Kosofe           | 100         |
| Mushin             | 17         | 633.009                   | Mushin           | 100         |
| Oshodi-Isolo       | 45         | 621.509                   | Oshodi-Isolo     | 100         |
| Somolu             | 12         | 402.673                   | Somolu o Shomolu | 101         |
| Divisió d'Ikeja    | 424        | 4.801.311                 |                  |             |
| Apapa              | 27         | 217.362                   | Apapa            | 101         |
| Eti-Osa            | 192        | 287.785                   | Ikoyi            | 101         |
| Lagos Island       | 9          | 209.437                   | Lagos Island     | 101         |
| Lagos Mainland     | 19         | 317.720                   | Lagos Mainland   | 101         |
| Surulere           | 23         | 503.975                   | Surulere         | 101         |
| Divisió de Lagos   | 270        | 1.542.279                 |                  |             |
| Ajeromi-Ifelodun   | 12         | 684.105                   | Ajeromi-Ifelodun | 102         |
| Amuwo-Odofin       | 135        | 318.166                   | Festac Town      | 102         |
| Ojo                | 158        | 598.071                   | Ojo              | 102         |
| Badagry            | 441        | 241.093                   | Badagry          | 103         |
| Divisió de Badagry | 746        | 1.841.435                 |                  |             |
| Ikorodu            | 394        | 535.619                   | Ikorodu          | 104         |
| Divisió d'Ikorodu  | 394        | 535.619                   |                  |             |
| Ibeju-Lekki        | 455        | 117.481                   | Akodo            | 105         |
| Epe                | 1,185      | 181.409                   | Epe              | 106         |
| Divisió d'Epe      | 1.640      | 298.890                   |                  |             |
| Total              | 3.474      | 9.019.534                 | Ikeja            |             |

Les 16 primeres formen l'Àrea Metropolitana de Lagos i les altres 4 (Badagry, Ikorodu, Ibeju-Lekki i Epe) són dins de l'estat però fora de l'àrea metropolitana.
El 2003 moltes de les 20 LGA foren dividides a efectes administratius en fins a 37 Local Council Development Areas. Aquestes 37 entitats menors (LCDA)són: Agbado/Oke-Odo Abuleegba, Agboyi/Ketu Alapere, Apapa Iganmu Badiya, Ayobo/Ipaja Igbogila, Badagry West Kankon, Badagry, Bariga Pedro, Coker Aguda Aguda, Egbe Idimu Isheri-Olofin, Ejigbo, Eredo Epe Ijebu, Eti Osa East Baale Stajah, Iba Oyonka, Ifelodun Amukoko, Igbogbo/Bayeku Igbobo, Ijede Maidan, Ikorodu North Odogunyan, Ikorodu West Owutu, Ikosi Ejinrin Agbowa, Ikosi Isheri Ikosi, Igando Ikotun Ikotun, Iroye Obalende Obalende, Imota Ebute-Ajebo, Iru-Victorias Island Victoria, Isolo Isolo, Itire Ikate Itire, Lagos Island East Kakawa, Lekki, Mosan/Okunola Akin-Ogun, Odi Olowo Ilupeja, Ojodu Oke-Ira, Ojokoro Ijaiye, Olorunda Iworo, Onigbongbo Opebi, Oriade Ijegun-Ibasa, Orile Agege Abekoko, Oto-Awori Ijaniki, i Yaba Adenkule.